# Gran Presa del Renacimiento Etíope
La Gran Presa del Renacimiento Etíope o Presa del Renacimiento (en amárico : ህዳሴ ግድብ) es una represa en el noroeste del país africano de Etiopía, más específicamente en la región de Benishangul-Gumuz sobre el Nilo azul. Con una capacidad de producción eléctrica de 6000 MW, será el más potente de África (cerca de tres veces la potencia del elevado embalse de Asuán por ejemplo), pero menos que la represa Guri, de Itaipú o de las Tres-Gargantas.
El proyecto, se hizo público el 31 de marzo de 2011, iniciándose las obras el 28 de mayo de 2013, estando prevista la construcción tendría que durar hasta julio de 2020.
En septiembre de 2023, el gobierno etíope anuncio la finalización del llenado completo del embalse.

## Historia

### Antecedentes
El emplazamiento final de la presa del Gran Renacimiento Etíope fue identificado por la Oficina de Reclamación de los Estados Unidos en el curso del estudio del Nilo Azul, que se llevó a cabo entre 1956 y 1964 durante el reinado del emperador Haile Selassie. Sin embargo, debido al golpe de Estado de 1974, el proyecto no avanzó. El Gobierno etíope inspeccionó el lugar en octubre de 2009 y agosto de 2010. En noviembre de 2010, James Kelston presentó un diseño para la presa.
El 31 de marzo de 2011, un día después de que se hiciera público el proyecto, se adjudicó un contrato de 4.800 millones de dólares sin licitación a la empresa italiana Salini Impregilo y la primera piedra de la presa fue colocada el 2 de abril de 2011 por el entonces primer ministro Meles Zenawi. Se construyó una planta de trituración de rocas y una pequeña pista de aterrizaje para el transporte rápido. La expectativa era que las dos primeras turbinas de generación de energía entraran en funcionamiento tras 44 meses de construcción, es decir, a principios de 2015.
Egipto, situado a más de 2.500 kilómetros aguas abajo del emplazamiento, se opuso a la presa, que considera que reducirá la cantidad de agua disponible del Nilo. Zenawi argumentó, basándose en un estudio no identificado, que la presa no reduciría la disponibilidad de agua aguas abajo y además regularía el agua para el riego. En mayo de 2011, se anunció que Etiopía compartiría los planos de la presa con Egipto para poder examinar el impacto aguas abajo.
La presa se llamaba originalmente "Proyecto X" y tras el anuncio de su contratación se denominó Presa del Milenio. El 15 de abril de 2011, el Consejo de Ministros la rebautizó como Gran Presa del Renacimiento Etíope. Etiopía tiene un potencial de unos 45 GW de energía hidroeléctrica. La presa se financia con bonos del Estado y donaciones privadas. Su finalización estaba prevista para julio de 2017.
Los impactos potenciales de la presa han sido fuente de graves controversias regionales. El gobierno de Egipto, país que depende en gran medida de las aguas del Nilo, ha exigido a Etiopía que cese la construcción de la presa como condición previa a las negociaciones, ha buscado apoyo regional para su posición y algunos líderes políticos han discutido métodos para sabotearla. Egipto ha planeado una iniciativa diplomática para socavar el apoyo a la presa en la región, así como en otros países que apoyan el proyecto, como China e Italia. Sin embargo, otras naciones de la Iniciativa de la Cuenca del Nilo han expresado su apoyo a la presa, incluido Sudán, la única otra nación aguas abajo del Nilo Azul. Sudán ha acusado a Egipto de exacerbar la situación.
Etiopía niega que la presa vaya a tener un impacto negativo en los flujos de agua aguas abajo y sostiene que, de hecho, la presa aumentará los flujos de agua hacia Egipto al reducir la evaporación en el lago Nasser. Etiopía ha acusado a Egipto de no ser razonable; Egipto exige aumentar su parte del flujo de agua del Nilo del 66% al 90%. En octubre de 2019, Egipto declaró que las conversaciones con Sudán y Etiopía sobre la explotación de una presa hidroeléctrica de 4.000 millones de dólares que Etiopía está construyendo en el Nilo han llegado a un punto muerto. A partir de noviembre de 2019, el secretario del Tesoro de Estados Unidos, Steven T. Mnuchin, comenzó a facilitar las negociaciones entre los tres países.

## Coste y financiación
El gobierno etíope ha declarado que tiene la intención de financiar por sí mismo la totalidad del coste de la presa para no depender de países extranjeros que puedan verse presionados por Egipto para retirar su apoyo. Para ello, Etiopía ha emitido un bono dirigido a los etíopes del país y del extranjero. Las turbinas y los equipos eléctricos asociados de las centrales hidroeléctricas, que cuestan unos 1.800 millones de dólares, habrían sido financiadas por bancos de China. Esto dejaría 3.000 millones de dólares para ser financiados por el gobierno etíope a través de otros medios. El coste de construcción estimado en 4.800 millones de dólares, aparentemente excluyendo el coste de las líneas de transmisión de energía, corresponde a cerca del 5% del producto interior bruto de Etiopía, que fue de 87.000 millones de dólares en 2017.

## Razones de construcción
El gobierno de Etiopía quiere el desarrollo de la agricultura, el final de la falta de energía y con la energía sobrante, venderla al extranjero para reducir la deuda del estado.

## Beneficios
Uno de los principales beneficios de la presa será la producción de energía hidroeléctrica. Toda la energía generada por la GERD irá a parar a la red nacional de Etiopía para apoyar plenamente el desarrollo de todo el país, tanto en las zonas rurales como en las urbanas. El papel de GERD será actuar como columna vertebral estabilizadora de la red nacional etíope. Habrá exportaciones, pero sólo si hay un excedente total de energía generada en Etiopía. Se espera que esto ocurra principalmente durante las temporadas de lluvia, cuando hay mucha agua para la generación hidroeléctrica.
El eventual excedente de electricidad de la presa que no se ajuste a la demanda dentro de Etiopía, se venderá y exportará a los países vecinos, entre ellos Sudán y posiblemente Egipto, pero también Yibuti. La exportación de la electricidad de la presa exigiría la construcción de enormes líneas de transmisión hasta los principales centros de consumo, como la capital de Sudán, Jartum, situada a más de 400 km de la presa. Estas ventas de exportación se sumarían a la electricidad que se espera vender de otras grandes centrales hidroeléctricas. Centrales que se han preparado o están en construcción en Etiopía, como Gilgel Gibe III o Koysha, cuyas exportaciones (si se da un excedente de energía) irán principalmente a Kenia a través de una línea HVDC de 500 kV.
El volumen del embalse será de dos a tres veces el del lago Tana. Se espera que se recojan hasta 7.000 toneladas de pescado al año. El embalse puede convertirse además en un destino turístico.

## Tensiones con los países situados aguas abajo
Las aguas venidas de los escenarios de Etiopía representan el 86 % del agua consumida en Egipto, y el 95 % en periodo de riada. El proyecto de esa presa luego engendró vivas tensiones con el ejecutivo de El Cairo. Por el tratado del 15 de mayo de 1902, Etiopía se estaba efectivamente comprometida a no construir obras hidráulicas sobre el Nilo azul o el Sobat sin el acuerdo de las autoridades británicas (arte. 3).
En marzo de 2015, un acuerdo ha sido firmado entre Egipto, Sudán y Etiopía, llevando sobre el reparto del agua, y más particularmente la presa del Renacimiento,.